# فرانسيس كورتناي بايلور
فرانسيس كورتناي بايلور (20 يناير 1848 - 19 أكتوبر 1920) (بالإنجليزية: Frances Courtenay Baylor)‏. هي روائية وكاتبة خيال أمريكية. ولدت في فورت سميث في ولاية أركنساس، وكان والدها جايمس داوسون ضابطاً في الجيش. وتنقلت عائلتها كثيراً في طفولتها، وعندما بلغت سن المراهقة انفصل والديها، وبعدها استخدمت فرانسيس اسم والدتها (بايلور). وفي 1885 نشرت أول رواية لها "في كلا الجانبين"، وحققت الرواية نجاحاً مقبولاً. في 1896 تزوجت فرانسيس جورج بارنوم والذي مات بعد زواجهما بفترة قصيرة. وبعد وفاة زوجها انتقلت للعيش في وينشستر حتى وفاتها في 1920.